# 鲍大志
鲍大志（1962年10月15日—），中国北京人民艺术剧院话剧演员，1981年考入北京人艺演员训练班，与梁冠华、王姬、宋丹丹是同班同学，1984年进入北京人民艺术剧院工作。電視代表作品《三国演义》的汉献帝、电视剧代表作品《贫嘴张大民的幸福生活》的张大军。

## 话剧作品
- 1983年《王建设当官》　饰　杨子
- 1984年《家》　饰　觉民
- 1984年《流浪艺人》　饰　青年演员
- 1984年《阵痛的时刻》　饰　方小雨
- 1985年《野人》　饰　楞头、李老大
- 1985年《溜早的人们》　饰　方勇
- 1987年《蜕变》　饰　赫占奎
- 1988年《太平湖》　饰　秦二爷
- 1988年《天下第一楼》　饰　李小辫
- 1988年《哗变》　饰　法庭陪审军官
- 1990年《田野——田野——》　饰　司马聪
- 1990年《礼尚往来》　饰　经理
- 1993年《旮旯胡同》　饰　付区长
- 1996年《好人润五》　饰　大鲍、罗天成
- 1998年《雨过天晴》　饰　读书人Ｃ
- 2005年《家有娇妻》　饰　黎大洪

## 电影作品
- 1977年《我们是八路军》　饰　放羊娃（14岁）
- 1988年《没有爸爸的村庄》　饰　杨青
- 1993年《西屯的儿子》　饰　罗汉
- 2000年《美丽的家》　饰　张大军
- 2004年《谁是元凶》　饰　何振平
- 2006年《妈妈，别怪我》　饰　明胜斌
- 2006年《第五行动组Ⅱ较量》　饰　李烈

## 电视作品
- 1993年《三国演义》 饰 汉献帝
- 1995年《东周列国春秋篇》 饰 齐襄公、夫差
- 1998年《贫嘴张大民的幸福生活》饰 张大军
- 1998年《淮安奇案》 饰 王伸汉
- 1999年《北方故事》 饰 大海
- 1999年《光荣之旅》 饰 李军生
- 1999年《九九归一》 饰 钱伯尊
- 2000年《天网情网》 饰 李牧
- 2000年《都市丽人行》 饰 周权
- 2000年《真心英雄》 饰 潘建平
- 2001年《向前,向前!》 饰 梁化之
- 2001年《射雕英雄传》 饰 完颜洪烈
- 2002年《衙门口》 饰 杨重民
- 2003年《末代皇妃》 饰 金先生
- 2003年《别走我爱你》 饰 刘守敬
- 2003年《活着乐着》 饰 宋卫东
- 2004年《抓住幸福不撒手》 饰 林逢春
- 2004年《家有儿女》 饰 铃铃的爸爸
- 2005年《光荣之老虎》　饰　林志平
- 2006年《走出硝烟的男人》　饰　柴场长
- 2006年《地下交通站》　饰　孙友福
- 2006年《同年同月同日生》　饰　周季
- 2007年《我们俩的婚姻》　饰　李多
- 2007年《叛女》　饰　托老五
- 2008年《家有儿女新传》 客串 99集 洪编辑
- 2008年《万卷楼》 饰 旺财
- 2008年《派出所的故事》客串 二铁
- 2009年《内线》 饰 楚立言
- 2010年《二号交通站》饰 孙友福
- 2013年《黄土女女》[3]
- 2015年《剧场》[4]
- 2023年《狂飆》 飾 趙立冬